# 김유복
김유복(金遺腹, 1925년 1월 14일~2008년 11월 20일)은 대한민국의 군인 출신 정치가이다. 제10·11대 국회의원을 지냈다.

## 학력
- 동국대학교 정경학부 정치과 졸업
- 육군사관학교 7기 졸업

## 경력
- 서울지방병무청장
- 대한민국 육군본부 비서실장
- 주월맹호부대부부대장
- 제30기계화보병사단장
- 육군 준장으로 예편

## 역대 선거 결과
|  | 0% |

|  | 13.3% |